# Тушечница

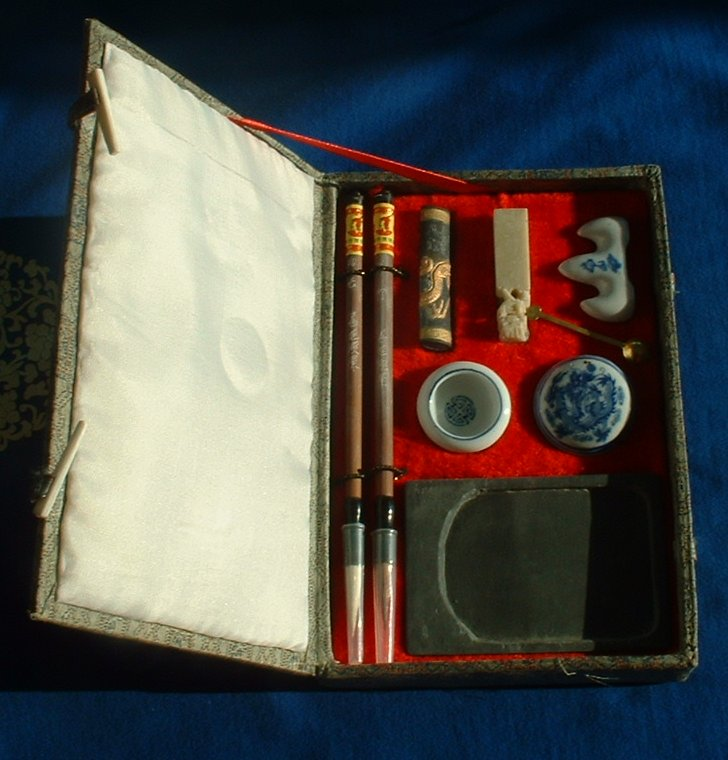
Набор для занятий каллиграфией

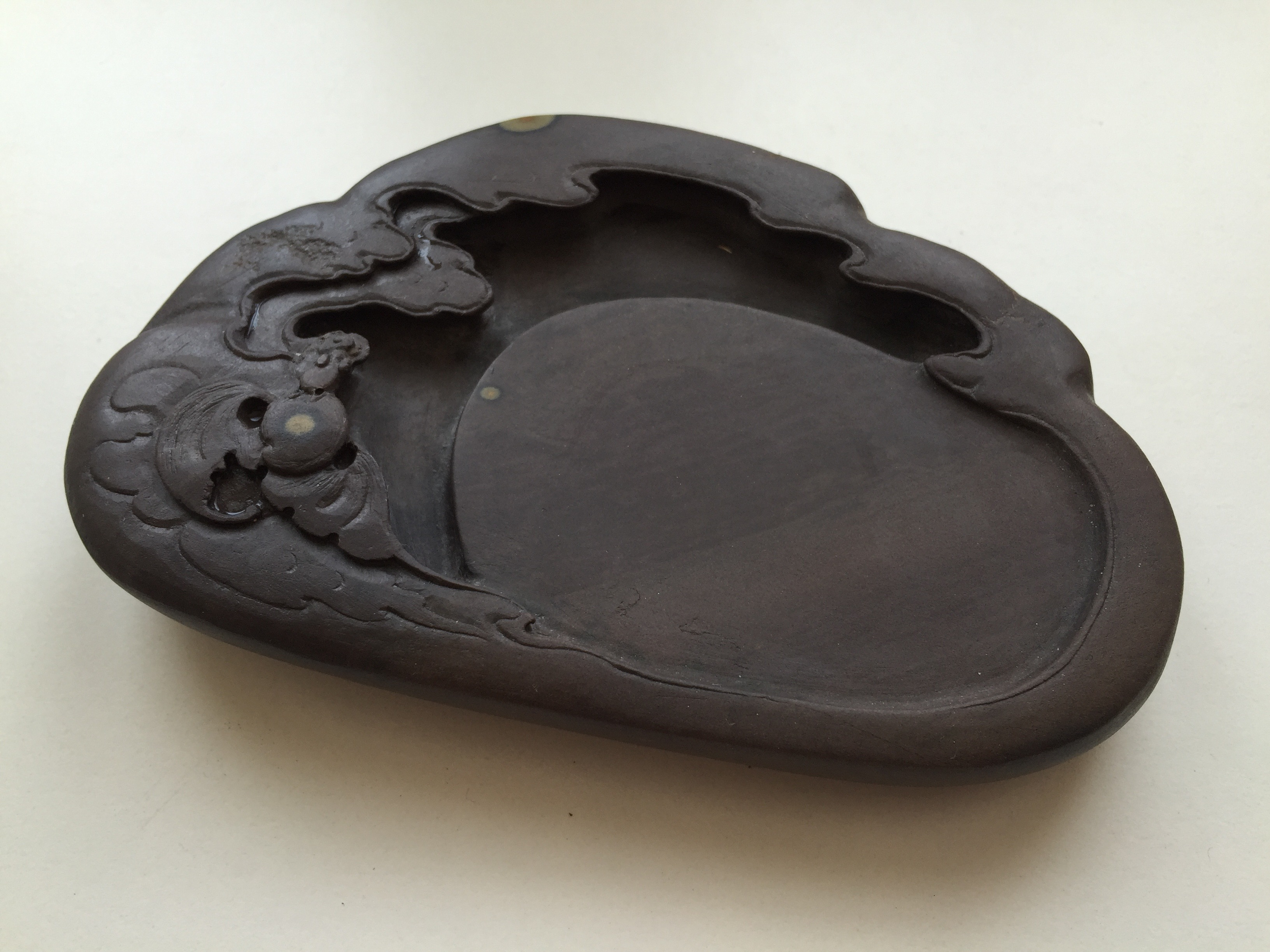
Резной чернильный камень

Тушечница, или чернильный камень (кит. 硯臺) — инструмент, используемый в дальневосточной каллиграфии и живописи для смешивания туши (чернил) с водой; эквивалент палитры, ступка для измельчения и содержания чернил или туши.
История применения чернильных камней, используемых для растирания красителей, насчитывает около 6000—7000 лет.
Чернильный камень считается очень важным, поскольку от него отчасти зависит качество чернил (туши), что очень важно для каллиграфии.
Китайскую тушь готовят растиранием бруска туши с небольшим количеством воды на специальной площадке — тушечнице. Наиболее распространённый материал, из которого делают тушечницу — камень. Также изготавливается из глины, бронзы, железа и фарфора.
Тушечница вместе с кистью для каллиграфии, бумагой для каллиграфии, китайской тушью считается одной из четырёх драгоценностей рабочего кабинета — символов просвещённого человека, бывших обязательными предметами в его рабочем кабинете.